# 2014 HP208
2014 HP208 est un objet transneptunien faisant partie des objets épars avec un diamètre estimé à environ 200 km.